# アジアインスティチュート
アジア研究所(The Asia Institute)は、ソウルに位置する頭脳集団として、アジア内の政策、人文学、科学分野の専門家達および国際機構、青少年等の研究と活動を遂行する機関である。同機関は、技術の発展、環境問題、国際関係に焦点を当てて研究を進めている 。 
アジア研究所は教育、国際関係、気候変化などに関連した政策討論において、次世代の学生達の参加を勧め、青少年、高校生から大学生まで幅広い世代と共に活動している。アジアインスティチュートは、技術的進化がもたらす肯定的可能性と危険要素と環境危機に関する研究に集中してきた。特に環境危機に関しては、カイスト(KAIST)と協力し、大田環境フォーラムを設立した。
2012年、アジアインスティチュートは各種の報告書、寄稿文、インタビューなどを編纂し、ベンジャミン・バーバー、ノーム・チョムスキー、フランシス・フクヤマ、ローリー・ウィルカーソン等、世界の碩学達との会談をもとに出版することになった。アジアインスティチュートの所長は、慶熙大学校、副教授、エマニュエル・パストリッチである。

## 歴史
アジアインスティチュートは2007年に設立され、もともとは大田ウソン大学校、ソルブリッチ国際経営大学との協力のもとで設立された。
同機関は一連の報告書を出版し、韓国生命工学研究院、韓国原子力安全技術院、韓国標準科学研究院、ソウル大学校、韓国女性科学技術院支援センターと協力した研究を基に、各種セミナーとコンファレンスを開催した。

## 主要活動
アジアインスティチュートは、2008年10月第12回北東アジア制限的非核兵器地帯総会を開催した。 同機関は、2009年カイスト、韓国生命工学研究院の協力のもと、大田環境フォーラムを開催し、2011年には韓国標準科学研究院の協力で、大田融合フォーラムを開催した。多くのセミナーを運営し、周期的に論文を出刊している。